# WP-8z
Wyrzutnia rakietowa WP-8z – polska wyrzutnia rakietowa dla wojsk powietrznodesantowych.

## Historia
Wyrzutnia rakietowa oznaczona jako WP-8z została skonstruowana w latach 1959–1960 przez zespół konstruktorów (mjr mgr inż. Bronisław Habaj, mjr mgr inż. Marian Orbidan, por. inż. Mieczysław Olszak, por. inż. Ignacy Witczak) Centralnego Naukowo-Badawczego Poligonu Artyleryjskiego w Zielonce koło Warszawy jako broń dla wojsk powietrznodesantowych.
Wyrzutnia ta z uwagi na swój mały ciężar i zwrotność mogła być holowana przez osobowe samochody terenowe, transportowana przez samoloty lub śmigłowce i zrzucana na spadochronie. Cechowała się dużą siła ognia i w warunkach bojowych mogła zastąpić kilka dział artyleryjskich.
Produkowana była w Polsce w latach 1964-1965.
Stosowana do lat 90. XX wieku w polskich oddziałach powietrznodesantowych jako środek wsparcia pododdziałów spadochroniarzy.

## Opis techniczny
Wyrzutnia rakietowa WP-8z składa się z dwukołowego podwozia i ośmiu rur-prowadnic pocisków rakietowych w dwóch rzędach (po cztery w każdym).
Pociski rakietowe niekierowane – stabilizowane obrotowo. Głowica z materiałem niszczącym o dużej sile niszczącej, a dodatkowo części napędowe silnika miały działanie zapalające.